# La Bazoche-Gouet
La Bazoche-Gouet is een gemeente in het Franse departement Eure-et-Loir (regio Centre-Val de Loire). De plaats maakt deel uit van het arrondissement Nogent-le-Rotrou. La Bazoche-Gouet telde op 1 januari 2022 1.230 inwoners.

## Geografie
De oppervlakte van La Bazoche-Gouet bedroeg op 1 januari 2022 37,44 vierkante kilometer; de bevolkingsdichtheid was toen 32,9 inwoners per km².

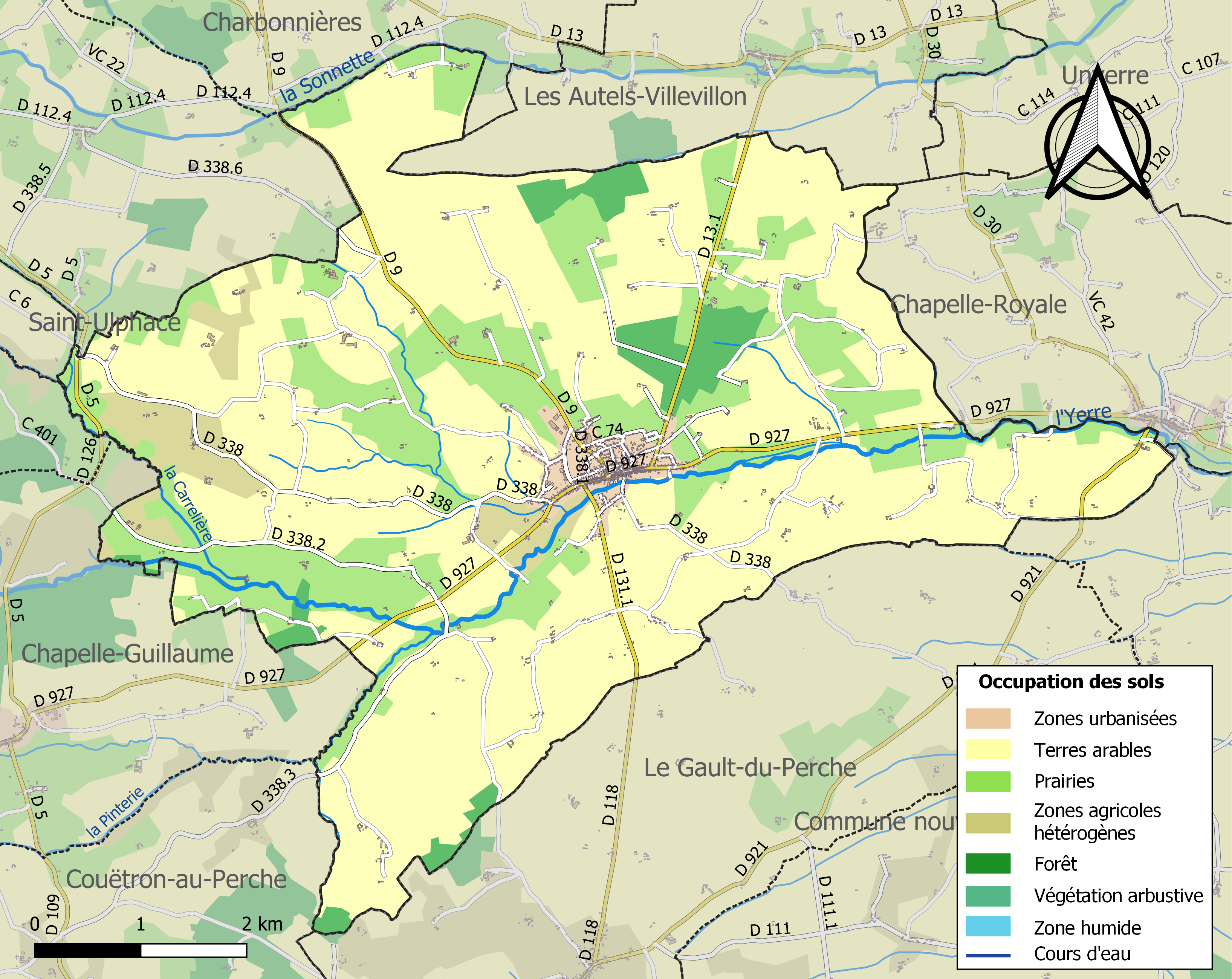
Kaart van de gemeente met belangrijkste infrastructuur, bodemgebruik en omliggende gemeenten

## Demografie
Onderstaande figuur toont het verloop van het inwonertal (bron: INSEE-tellingen).